# Escopeta automática
USAS-12 (Coreia do Sul)
Uma escopeta automática ou espingarda automática é uma escopeta com regime de disparo automático. Ela atira cartuchos de escopeta e dispara repetidamente até que o gatilho seja liberado ou a munição acaba. As escopetas automáticas têm um alcance muito limitado, mas fornecem um tremendo poder de fogo a curta distância.

## Exemplos
- Estados Unidos: Atchisson AA-12
- Estados Unidos: AAI CAWS
- Alemanha Ocidental: Heckler & Koch HK CAWS
- Estados Unidos: Pancor Jackhammer
- Coreia do Sul/ Estados Unidos: Daewoo USAS-12